# Kirchweidach
Kirchweidach je obec v německé spolkové zemi Bavorsko, v zemském okrese Altötting ve vládním obvodu Horní Bavorsko. Žije zde přibližně 2 800 obyvatel.

## Poloha obce

### Sousední obce
| Růžice kompasu | Garching an der Alz | Burgkirchen an der Alz |          | Růžice kompasu |
| Růžice kompasu | Feichten an der Alz | Sever                  | Halsbach | Růžice kompasu |
| Růžice kompasu | Feichten an der Alz | Kirchweidach           | Halsbach | Růžice kompasu |
| Růžice kompasu | Feichten an der Alz | Jih                    | Halsbach | Růžice kompasu |
| Růžice kompasu | Tyrlaching          |                        |          | Růžice kompasu |